# Blk
Blk, или тирозиновая протеинкиназа Blk (англ. B lymphoid tyrosine kinase) — нерецепторная тирозинкиназа семейства Src, играющая роль во внутриклеточной передаче сигнала и дифференцировке В-лимфоцитов. У человека эта тирозинкиназа кодируется геном BLK.

## Клонирование и структура гена
Мышиный гомолог тирозинкиназы Blk был открыт в 1990 году, было продемонстрировано, что этот фермент синтезируется в клетках В-лимфоидного ряда. Генетическое картирование показало, что мышиный ген Blk располагается на 14-й хромосоме.
Человеческий ген BLK был клонирован в 1995 году сразу несколькими группами. Было установлено, что он кодирует киназу семейства Src длиной 505 аминокислотных остатков и молекулярной массой около 58 кДа. Также было определено положение данного гена: короткое плечо 8-й хромосомы (8p22—23). Ген содержит 13 экзонов и имеет размер около 70 тысяч пар оснований.

## Распространение и внутриклеточная локализация
мРНК Blk была обнаружена в В-клетках на всех стадиях их развития, в тимоцитах и эмбриональной печени. Кроме того, Blk присутствует в небольшой субпопуляции зрелых Т-клеток, несущих γδ T-клеточные рецепторы. Blk (белок) также детектируется в лимфатических органах, островках Лангерганса, протоках слюнных желёз, волосяных фолликулах и клетах Лейдига. 
При активации Blk перемещается в липидные рафты клеточной мембраны.

## Функции
Мутации в гене BLK могут быть причиной сахарного диабета взрослого типа у молодых.
Blk необходима для развития γδ T-клеток, продуцирующих интерлейкин 17. Кроме того, Blk присутствует в лимфоидных предшественниках и положительно регулирует количество ранних предшественников в тимусе и их пролиферативный потенциал.